# Première circonscription du Pirée
La première circonscription du Pirée ou Le Pirée A (en grec Εκλογική περιφέρεια Α΄ Πειραιώς) est une circonscription législative de la Grèce. Elle correspond au territoire des municipalités du Pirée, de Spetses, Égine, Cythère, Trézène et Hydra. Elle compte 199 760 électeurs inscrits en janvier 2015.

Situation de la première circonscription du Pirée

## Élections législatives de mai 2012

### Résultats
La première circonscription du Pirée élit six députés en mai 2012. Les élections ont lieu au scrutin proportionnel plurinominal avec prime majoritaire et un seuil de représentation de 3 % des suffrages exprimés au niveau national.
125 573 électeurs se sont exprimés sur 202 537 inscrits, soit un taux de participation de 62,00 %. Parmi les vingt-cinq listes candidates, six listes obtiennent chacune un siège dans la circonscription.
| Rang | Liste                              | Nombre de voix | Pourcentage des voix | Nombre de sièges |
| ---- | ---------------------------------- | -------------- | -------------------- | ---------------- |
| 1    | SYRIZA                             | +23 589,       | 19,16 %              | 1                |
| 2    | Nouvelle Démocratie                | +20 496,       | 16,65 %              | 1                |
| 3    | Grecs indépendants                 | +15 448,       | 12,55 %              | 1                |
| 4    | Aube dorée                         | +10 929,       | 8,88 %               | 1                |
| 5    | Mouvement socialiste panhellénique | +10 589,       | 8,60 %               | 0                |
| 6    | Parti communiste de Grèce          | +09 434,       | 7,66 %               | 1                |
| 7    | Gauche démocrate                   | +07 526,       | 6,11 %               | 1                |

### Députés

#### SYRIZA
La liste de la SYRIZA est en tête et obtient un siège.
| Rang | Nom               | Nombre de voix |
| ---- | ----------------- | -------------- |
| 1    | Theódoros Drítsas | +9 753,        |

#### Nouvelle Démocratie
La liste de la Nouvelle Démocratie est deuxième et obtient un siège.
| Rang | Nom                         | Nombre de voix |
| ---- | --------------------------- | -------------- |
| 1    | Konstantinos Arvanitopoulos | +9 029,        |

#### Grecs indépendants
La liste des Grecs indépendants est troisième et obtient un siège.
| Rang | Nom             | Nombre de voix |
| ---- | --------------- | -------------- |
| 1    | Panayotis Melas | +7 921,        |

#### Aube dorée
La liste d'Aube dorée est quatrième et obtient un siège.
| Rang | Nom               | Nombre de voix |
| ---- | ----------------- | -------------- |
| 1    | Nikólaos Kouzílos | +3 780,        |

#### Parti communiste de Grèce
La liste du Parti communiste de Grèce est sixième et obtient un siège.
| Rang | Nom              | Nombre de voix |
| ---- | ---------------- | -------------- |
| 1    | Elpida Pantelaki | +5 155,        |

#### DIMAR
La liste de la DIMAR est septième et obtient un siège.
| Rang | Nom           | Nombre de voix |
| ---- | ------------- | -------------- |
| 1    | Maria Repousi | +1 680,        |

## Élections législatives de juin 2012

### Résultats
La première circonscription du Pirée élit six députés en juin 2012. Les sièges sont répartis à l'issue d'un scrutin proportionnel plurinominal avec prime majoritaire entre les listes ayant obtenu au moins 3 % des suffrages exprimés au niveau national.
120 656 électeurs se sont exprimés sur 201 248 inscrits, soit un taux de participation de 59,95 %. Parmi les dix-neuf listes candidates, cinq listes obtiennent au moins un siège dans la circonscription.
| Rang | Liste                              | Nombre de voix | Pourcentage des voix | Nombre de sièges |
| ---- | ---------------------------------- | -------------- | -------------------- | ---------------- |
| 1    | Nouvelle Démocratie                | +35 516,       | 29,68 %              | 2                |
| 2    | SYRIZA                             | +33 688,       | 28,15 %              | 1                |
| 3    | Grecs indépendants                 | +10 555,       | 8,82 %               | 1                |
| 4    | Mouvement socialiste panhellénique | +10 101,       | 8,44 %               | 0                |
| 5    | Aube dorée                         | +09 852,       | 8,23 %               | 1                |
| 6    | Gauche démocrate                   | +07 565,       | 6,32 %               | 1                |
| 7    | Parti communiste de Grèce          | +04 708,       | 3,93 %               | 0                |

### Députés

#### Nouvelle Démocratie
La liste de la Nouvelle Démocratie est en tête et obtient deux sièges.
| Rang | Nom                         |
| ---- | --------------------------- |
| 1    | Konstantinos Arvanitopoulos |
| 2    | Konstantínos Katsafádos     |

#### SYRIZA
La liste de la SYRIZA est deuxième et obtient un siège.
| Rang | Nom               |
| ---- | ----------------- |
| 1    | Theódoros Drítsas |

#### Grecs indépendants
La liste des Grecs indépendants est troisième et obtient un siège.
| Rang | Nom             |
| ---- | --------------- |
| 1    | Panayotis Melas |

#### Aube dorée
La liste d'Aube dorée est cinquième et obtient un siège.
| Rang | Nom               |
| ---- | ----------------- |
| 1    | Nikólaos Kouzílos |

#### DIMAR
La liste de la DIMAR est sixième et obtient un siège.
| Rang | Nom           |
| ---- | ------------- |
| 1    | Maria Repousi |

## Élections législatives de janvier 2015

### Résultats
La première circonscription du Pirée élit six députés en janvier 2015. Les sièges sont répartis à l'issue d'un scrutin proportionnel plurinominal avec prime majoritaire entre les listes ayant obtenu au moins 3 % des suffrages exprimés au niveau national.
120 936 électeurs se sont exprimés sur 199 760 inscrits, soit un taux de participation de 60,54 %. Parmi les vingt listes candidates, quatre listes obtiennent au moins un siège dans la circonscription.
| Rang | Liste                              | Nombre de voix | Pourcentage des voix | Nombre de sièges |
| ---- | ---------------------------------- | -------------- | -------------------- | ---------------- |
| 1    | SYRIZA                             | +40 696,       | 34,40 %              | 3                |
| 2    | Nouvelle Démocratie                | +35 020,       | 29,60 %              | 1                |
| 3    | Aube dorée                         | +08 801,       | 7,44 %               | 1                |
| 4    | La Rivière                         | +07 528,       | 6,36 %               | 1                |
| 5    | Grecs indépendants                 | +06 303,       | 5,33 %               | 0                |
| 6    | Parti communiste de Grèce          | +06 234,       | 5,27 %               | 0                |
| 7    | Mouvement socialiste panhellénique | +03 961,       | 3,35 %               | 0                |

### Députés
La répartition des sièges au sein de chaque liste élue dépend du nombre de voix obtenues individuellement par chaque candidat, suivant le système du vote préférentiel. Dans la première circonscription du Pirée, les listes peuvent comporter jusqu'à huit candidats. Les électeurs peuvent exprimer un vote préférentiel pour un maximum de deux candidats sur la liste pour laquelle il vote.

#### SYRIZA
La liste de la SYRIZA est en tête et obtient trois sièges.
| Rang | Nom                   | Nombre de voix |
| ---- | --------------------- | -------------- |
| 1    | Theódoros Drítsas     | +21 257,       |
| 2    | Eléni Stamatáki       | +08 277,       |
| 3    | Efstáthios Leoutsákos | +07 504,       |

#### Nouvelle Démocratie
La liste de la Nouvelle Démocratie est deuxième et obtient un siège.
| Rang | Nom                     | Nombre de voix |
| ---- | ----------------------- | -------------- |
| 1    | Konstantínos Katsafádos | +17 561,       |

#### Aube dorée
La liste d'Aube dorée est troisième et obtient un siège.
| Rang | Nom               | Nombre de voix |
| ---- | ----------------- | -------------- |
| 1    | Nikólaos Kouzílos | +05 241,       |

#### La Rivière
La liste de La Rivière est quatrième et obtient un siège.
| Rang | Nom                 | Nombre de voix |
| ---- | ------------------- | -------------- |
| 1    | Stavroúla Antonákou | +02 146,       |